# Lovely Broken Thing
Lovely Broken Thing（ラブリー・ブロークン・シング）は、アンダーワールドのダウンロード限定パッケージ。販売開始は2005年11月9日。
パッケージの構成内容は
- 28分36秒のオーディオ・ファイル（mp3形式）
- 177枚の写真ギャラリー（html形式）
- カバー・アートワーク（pdf形式）

で、公式サイトunderworldlive.comでのみ販売されている。価格は5ポンド。

アンダーワールドの自主レーベルunderworldlive.comの第1弾作品（カタログ番号: UWR-05000003-1）でもある。

## オーディオ・ファイル収録曲
収録されている7曲は全て新曲で、1つのトラックにまとめられている。
全曲Rick Smith and Karl Hyde作曲
Lovely Broken Thing
1. JAL to tokyo
2. billy goat
3. peggy sussed
4. dub shepherd
5. lenny penne
6. monkey wink
7. witness